# Чирилянське
Чириля́нське (до 2016 року — О́ктябрське) — село в Україні, у Бойківській громаді Кальміуського району Донецької області. Населення становить 137 осіб.

## Загальні відомості
Через село протікає річка Кам'янка. Відстань до райцентру становить близько 24 км і проходить переважно автошляхом місцевого значення. Землі села межують із територією с. Глинка Старобешівського району Донецької області.
Перебуває на території, яка тимчасово окупована російськими терористичними військами.

## Історія
З кінця 1934 року село входило до складу новоутвореного Остгеймського району, який 1935 року перейменували у Тельманівський на честь лідера німецьких комуністів Ернста Тельмана. У 2016 році в рамках декомунізації в Україні рішенням Верховної Ради України район перейменовано у Бойківський район, а населений пункт Октябрське отримав нову назву — Чирилянське. 2020 року у процесі адміністративно-територіальної реформи Бойківський район увійшов до складу Кальміуського району.

## Населення
За даними перепису 2001 року населення села становило 137 осіб, із них 79,56 % зазначили рідною мову українську та 20,44 % — російську.